# 小値賀町立小値賀小学校
小値賀町立小値賀小学校（おぢかちょうりつ おぢかしょうがっこう、Ojika Town Ojika Elementary School）は、長崎県北松浦郡小値賀町中村郷にある公立小学校。
2007年（平成19年）より小値賀町立小値賀中学校、長崎県立北松西高等学校と連携型小・中・高一貫教育を行っている。

## 概要
歴史
1926年（大正15年）に小値賀島内の尋常高等小学校3校を統合し開校した「小値賀尋常高等小学校」を前身とし、数回の改称を経て、1947年（昭和22年）の学制改革で現校名となった。
学校教育目標
「心豊かでたくましい子どもの育成」
校章
小値賀町の町花である水仙の花を背景に、「小」の文字を配している。
校歌
作詞は藤浦洸、作曲は古関裕而による。3番まであり、各番とも「私たちの小値賀小学校」で終わる。
分校
大島分校 （〒857-4708 北松浦郡小値賀町大島郷72番地1、北緯33度10分22.7秒 東経129度1分29.9秒）

## 沿革
- 明治時代
  - 小値賀島内の3村にそれぞれ、笛吹小学校・前方小学校・柳小学校が創立。
- 1926年（大正15年）4月1日
  - 小値賀村[注釈 1]の発足に伴い、旧村にあった小学校3校（笛吹尋常高等小学校・前方尋常高等小学校・柳尋常高等小学校）を統合し、「小値賀尋常高等小学校」が開校。
  - 当初は旧3校の校舎を仮校舎として使用。
- 1927年（昭和2年）4月1日 - 現在地に校舎を新築し、尋常科を移転。高等科は笛吹仮校舎に移転。
- 1928年（昭和3年）11月5日 - 高等科の新校舎が完成し、笛吹仮校舎から移転。
- 1941年（昭和16年）4月1日 - 国民学校令により、「小値賀町国民学校」と改称。尋常科を初等科と改称。 高等科を2年までとし、第3学年を特修科とする。
- 1947年（昭和22年）4月1日 - 学制改革（六・三制の実施）
  - 旧・国民学校初等科を「小値賀町立小値賀小学校」（現校名）に、高等科と特修科を「小値賀町立小値賀中学校」に改編・改称。
  - 各分教場を分校と改称。
- 1949年（昭和24年）9月28日 - 斑（まだら）分校が分離し、小値賀町立斑小・中学校（併設校）として独立。
- 1960年（昭和35年）4月1日 - 野崎分校が分離し、小値賀町立野崎小・中学校（併設校）として独立。舟森分校（野崎島）を廃止。本校にへき地集会場（講堂）が完成。
- 1970年（昭和45年）3月31日 - 新校舎が完成（第1期）。
- 1971年（昭和46年）
  - 3月31日 - 新校舎が完成（第2期）。
  - 4月1日 - 薮路木分校を廃止し、在籍児童は本校に編入。
  - 7月4日 - 納島分校を廃止し、在籍児童は本校に編入。
- 1972年（昭和42年）3月31日 - 体育館を改造。
- 1977年（昭和52年）
  - 3月31日 - 体育館を改造（2回目）。
  - 8月8日 - プールが完成。
- 1982年（昭和57年）4月1日 - 野崎小学校が廃止され、再び野崎分校となる。
- 1984年（昭和59年）8月4日 - 運動場を整備。
- 1985年（昭和60年）3月31日 - 野崎分校を廃止。
- 1991年（平成3年）
  - 8月11日 - 韓国・台湾大学生と国際交流学習を実施。
  - 11月9日 - 熟年大学[注釈 2]と交歓会（わかめ学習）を実施。
- 1994年（平成6年）4月29日 - 電子チャイムを導入。
- 1996年（平成8年）9月12日 - パソコン室が完成。
- 1999年（平成11年）
  - 3月17日 - 体育館を改築。
  - 3月31日 - 六島分校を休校。
- 2004年（平成16年）8月31日 - 校舎内トイレ水洗化工事が完了。
- 2007年（平成19年）4月1日
  - 斑小学校の廃止により、在籍児童を編入。
  - 小値賀中学校・長崎県立北松西高等学校との小中高一貫教育を試行。
- 2008年（平成20年）4月1日 - 小値賀中学校・長崎県立北松西高等学校との小中高一貫教育を本格実施。
- 2017年（平成29年）3月31日 - 六島分校を廃止[2]。

## 学校行事
3学期制をとる。
1学期
- 4月 - 着任式、始業式、入学式、小中高合同歓迎遠足、授業参観、家庭訪問、田植え
- 5月 - 運動会
- 6月 - イモ植え、小3蒲鉾作り、親子自転車教室
- 7月 - 七夕集会、終業式、夏休み
- 8月 - 夏休み、平和集会（9日長崎原爆の日）、稲刈り

2学期
- 9月 - 始業式、夏休み作品展、わかめ活動
- 10月 - 小6修学旅行、お祭りお下り（くんち）見学、小4心太作り、小5野外宿泊学習、学年遠足（小1～4年）、海の生物観察（小6と中高合同）
- 11月 - 大島分校学習発表会参加、小値賀町少年の主張大会、避難訓練
- 12月 - 小中合同駅伝大会、人権集会、終業式、冬休み

3学期
- 1月 - 始業式、カルタ大会、書き初め、小値賀中学校説明会
- 2月 - 新小1保護者説明会、避難訓練、送別遠足
- 3月 - 卒業式、修了式、離任式

## アクセス
最寄りのバス停
- 小値賀交通 「小学校」バス停

最寄りの国道・県道
- 長崎県道161号小値賀循環線

## 周辺
- 小値賀町立小値賀中学校
- 長崎県立北松西高等学校
- 小値賀町役場
- 小値賀町立図書館
- 小値賀町立小値賀幼稚園